# Núria Perpinyà
Núria Perpinyà (prononcé en catalan : [ˈnuɾiə pəɾpiˈɲa] ; née à Lleida en 1961) est une écrivaine catalane, professeure à l'Université de Lleida. Ses romans et ses pièces de théâtre se caractérisent par son ironie, sa rigueur formelle et son expérimentalisme. Elle s'inscrit dans le perspectivisme, selon lequel chaque phénomène est susceptible de recevoir plusieurs interprétations. Elle écrit ses romans en catalan, ses essais critiques en espagnol, anglais, français et catalan.

## Biographie
Núria Perpinyà Filella est née à Lleida (Lerida) le 25 mai 1961, où elle a vécu dans cette ville jusqu'à la fin de ses études universitaires de lettres catalanes en 1984, avant de partir pour Cáceres, Londres, Madrid et Barcelone. Elle enseigne à l'Université de Lleida la  littérature catalane, la théorie littéraire et la littérature comparée.
Elle est spécialiste de Gabriel Ferrater, un poète catalan des années soixante.
En 1998, elle publie son premier roman, Un bon error (Une bonne erreur), « qui exprime la complexité qui caractérisera ses autres romans ». Dans Une casa per compondre (Une Maison à composer), 2001, elle se situe à mi-chemin entre la nouvelle et le roman. Puis vient Mistana (2005), un roman fantastique qui reçoit le Prix national catalan de la critique. Enfin, avec Els privilegiats (Les Privilégiés), 2007, l’auteur s’engage dans un roman théâtral, avant de composer une pièce de théâtre, en 2010 avec Les Calligraphes.
Ses deux derniers livres suscitent un débat sur les avantages et les inconvénients du réseau informatique, ainsi que sur d’autres troubles du comportement tels que l’anorexie mentale.

## Style: le roman fragmenté et théâtral
L'œuvre de Núria Perpinya se définit par l’ironie. Son style se veut « magmatique », « par le contrôle de la composition, la précision linguistique et l'originalité des actions ». Chaque livre propose expérimentation formelle, notamment dans Una casa par compondre (Une Maison à composer), 2007, où elle explore le « roman fragmenté » qui, bien qu’il ait des similitudes avec le « roman composé » ou Short story cycle (en), transforme chaque nouvelle en chapitre d’un roman. Maggie Dunn et Ann Morris (1995) ont étudié le genre littéraire du roman composé où les nouvelles sont liées par la récurrence de motifs ou de personnages. Suivant cette théorie, la moitié du livre de Perpinya est un roman composé (un cycle d'histoires courtes), l’autre un roman.
Le roman et la pièce sur Internet de 2018 sont une expérience d'écriture collective virtuelle et sociale en ligne. Ce sont des livres écrits comme un collage de tweets, d'aphorismes de Twitter.

## Sujets littéraires: de la science aux beaux arts
Une bonne Erreur (1998) raconte la vie d’un jeune scientifique qui part travailler dans un laboratoire de Londres, histoire d'amour homosexuel qui pose la question du genre, dans un thriller, immergé dans le monde de la science. Le roman explore les conflits entre maîtres et élèves ainsi que les problèmes de racisme entre noirs et blancs.
Une Maison à composer (2001) a pour protagoniste Olivia Kesler, une pianiste misanthrope, sorte d'« un Ulysse féminin » qui recherche une maison, tout en étant en quête de sa propre création musicale. L'intrigue, lente, croise les mondes et les arts : musique, architecture et littérature. On y retrouve l'opposition romantique entre l’artiste et la société. Olivia Kesler compose, sans trouver son espace d’inspiration dans une société qu'elle juge laide et hostile.
Dans Mistana (2005), roman fantastique, un spécialiste en météorologie mentalement perturbé arrive dans un village habité par des personnages fantomatiques et excentriques, appelé Mistana, perpétuellement plongé dans le brouillard. Le livre est construit comme une « tragédie in crescendo de poèmes en prose délirants », un « vertige » « hypnotique ». Dans ce brouillard lourd de sens, « les choses manquent d’apparences et les hommes ne savent pas qui ils sont ».
Les Privilégiés (2007) est un roman théâtral comique où l'auteur s'interroge sur l'art en adoptant le point de vue des gardiens d’un musée de province, qui va devenir d'avant-garde, de par l'attitude sceptique des gardiens face à l'art moderne et leurs problèmes professionnels, notamment ceux de son personnage principal, M. Serivà : un antihéros. L'ironie se focalise sur l'ignorance du public et le marché de l'art.
Les Calligraphes (2010) est une tragicomédie qui prend cette fois pour cibles la philosophie de l'éducation et les sciences humaines, dans un département universitaire dédié à la calligraphie ancienne et postérieurement à un diplôme d'analyse criminelle calligraphique. La modernisation du cursus provoque des tensions entre les enseignants, suscitant la jalousie et la vengeance. Jouée pour la première fois à Lleida, sous la direction d'Oscar Sanchez, elle a été interprétée par Imma Colomer, Pep Planas, Ferran Farré et Núria Casado.
En 2013, paraît Dans le vertige, un roman d'amour. Les protagonistes, des idéalistes, vivent à l'écart de la société: Irena Besikova est une alpiniste solitaire. Le roman soulève deux questions importantes : la passion et le féminisme. Dans le vertige combine la lenteur de la peinture du paysage avec une passion phrénétique. « Perpinyà est la Reinhold Messner de la littérature catalane. (...) Dans certains chapitres, la prose de l'auteur atteint une précision et un pouvoir symbolique aussi énorme que le K2. ». « Chaque livre de Núria Perpinyà est un défi : elle efface le monde extérieur pour restituer une réalité » conclut Julià Guillamon dans La Vanguardia.
Les Calligraphes est la mise en scène de son essai Plus qu'une machine. Les deux livres traitent de l'éducation.
Ce jumelage entre les genres se produit à nouveau en 2018 où la même histoire sur la dépendance à internet apparaît dans une version théâtrale (Le Vice) et dans une version romanesque (Et soudain, le paradis).
En 2022, l'auteur entre dans le monde de la science-fiction, avec un roman sur le réchauffement climatique, nommé Diatomée. Le roman peut être classé dans le genre Cli-Fi. Il s'agit d'une intrigue absurde sur la mer qui met en garde contre les dangers du populisme et de la démagogie.
En 2023 paraît son premier recueil de poèmes, Cieux changeants. Il s'agit d'une histoire d'amour à travers des poèmes dialogués. Les variations de l'amour sont parallèles aux changements atmosphériques. Une fois de plus, on retrouve son intérêt pour la nature et le perspectivisme. La première de l'œuvre a lieu à Barcelone, à la Sala Beckett le 10 mai 2023.
En 2025, elle publie le roman “biologique” et fantastique Le corps invisible. Il s’agit d’une molécule que voyage à intérieur du corps. Ses aventures microscopiques rappellent des épisodes de l’Odyssée d’Homère. Le livre est une critique «à la pensée dualiste occidentale qui a rabaissé la chair et exagéré l’âme».

## Essais: le relativisme humaniste
Les Cryptes de la critique. Vingt Lectures de l'Odyssée (2008), traite des écoles de critique littéraire. Cet « essai démythifiant » appliqué à Homère propose un pastiche de vingt lectures de l'Odyssée, à la manière de chaque école critique, montrant ainsi la variété des interprétations que peut recevoir un texte. Perpinya défend aussi le relativisme humaniste dans ses romans en mettant en œuvre un kaléidoscope d'attitudes sur un même sujet.
Plus qu'une machine (Prix international d’Essai Siglo XXI, 2010) porte sur les voies de la connaissance et sur l'éducation, depuis les Lumières jusqu’à nos jours, en prenant appui sur la querelle entre Emmanuel Kant et Julien Offray de la Mettrie. Tout en accordant une grande valeur aux méthodes systématiques, il oppose des enseignants créatifs à d'autres qui restent prisonniers de la tradition.
En 2014, Perpinyà publie ses recherches sur le Romantisme, Ruines, Nostalgie et Laideur (2014) où elle analyse l'intérêt porté au Moyen Âge au XVIIIe siècle à travers la célèbre série Game of Thrones. Ainsi, l'une des thèses du livre consiste à considérer la peinture des ruines romantiques comme un précédent, auxquelles l'avantgarde substituera la laideur.
En 2019, l'auteur publie un essai sur le théâtre de l'absurd, catalan, français et internationale: Le fauteil cassé. Le livre analyse cent ans d'avant-garde théâtrale du début du XXe siècle jusqu'à nos jours. Perpinyà réfléchit sur la révolution scénographique, politique, expérimentale et féministe du théâtre qui est à la pointe. L'oeuvre en français d'Alfred Jarry, Ionesco, Beckett, Adamov et Artaud y est bien present.
Son livre Chaos, virus, calme, c’est une étude sur l'ordre et le chaos où la Théorie du Chaos est comparée à l'avantgarde et au chaos politique et social, avec un accent particulier sur les concepts de relativisme et de post-vérité et sur l'effondrement de la pandémie de coronavirus 2020.

### Romans
- 1998 : Un bon error (Barcelone, Empúries) 400  p. (OCLC 40444198)
- 2001 : Une casa per compondre (Barcelone, Empúries) 474 p. (OCLC 57515072)
- 2005 : Mistana (Barcelone, Proa) 215 p. (OCLC 60831762)
- 2007 : Els privilegiats (Barcelone, Empúries) 325 p. (OCLC 212829855)
- 2013 : Al vertigen (Barcelone, Empúries) 455 p. (OCLC 892201953)
- 2018 : I, de sobte, el paradís (Barcelone, Comanegra).
- 2022: Diatomea (Barcelona, La Magrana).
- 2025: El cos invisible (Barcelona, La Magrana).

### Théâtre
- 2007: Els privilegiats (Barcelone, Empúries)The Privileged
- 2011: Els Cal.lígrafs (Barcelone, Empúries) The Calligraphers
- 2019: El vici (Tarragona, Arola)

### Essai
- 1997: Gabriel Ferrater: Recepcció i Contradicció (Barcelone, Empúries).
- 2008: Las criptas de la crítica. Veinte lecturas de la Odisea (Madrid, Gredos).
- 2010: Más que una máquina (Mexique, Siglo XXI).
- 2014: Ruins, Nostalgia and Ugliness. Five Romantic perceptions of Middle Ages and a spoon of Game of Thrones and Avant-garde oddity (Berlin, Logos Verlag).
- 2019: La cadira trencada. Teatre català d'avantguarda (Tarragona, Arola)
- 2021: Caos, virus, calma. La Teoría del Caos aplicada al desorden artístico, social y político (Madrid, Páginas de Espuma)

## Prix
- 1984: Prix Essai Josep Vallverdú de Lleida.
- 2005: Prix National Catalan de la Crittique.
- 2010: Prix International d’Essai Siglo XXI du Mexique.
- 2015: Résidence littéraire à la Villa Marguerite Yourcenar.
- 2019: Art Omi / New York Writers's Residence.
- 2020: Project translittérature “Femmes Écrivaines d’Aujourd’hui.” Résidence d’Écrivains à Cerbère.
- 2020: Prix Malaga d’Essai.